# Liste de ponts des Yvelines
Cette page recense les ponts des Yvelines en fonction de leur longueur, par cours d'eau et d'après leur intérêt architectural.

## Ponts routiers de longueur supérieure à 100 m
Les ouvrages de longueur totale supérieure à 100 m du département des Yvelines sont classés ci-après par gestionnaires de voies.

### Autoroute
- Viaduc de Carrières-sur-Seine
- Viaduc de Guerville

### Routes nationales
- Ponts d'Achères-Grand-Cormier, commune de Saint-Germain-en-Laye, sur la route nationale 184, ponts routiers en arc de béton armé comportant deux fois deux travées au-dessus des voies ferrées de l'ancien triage d'Achères et de la gare d'Achères - Grand-Cormier, construits en 1931.
- Pont de Conflans, sur la route nationale 184, franchissant la Seine, mis en service en 1976, Conflans-Sainte-Honorine, longueur 350 mètres.

### Routes départementales
- Pont Boussiron, pont routier sur la (D 48, franchissant l'Oise entre Andrésy et Conflans-Sainte-Honorine, pont en arc de béton armé, mis en service le 22 avril 1950. A remplacé un ancien pont suspendu mis en service en 1838.
- Pont de Chatou, sur la D 186 entre Chatou et Rueil-Malmaison, s'appuie sur l'île des Impressionnistes

- Viaduc de Limay, sur la D 983, franchissant la Seine entre Mantes-la-Jolie et Limay, mis en service en 1993.

## Ponts ferroviaires de longueur supérieure à 100 m
Les ouvrages de longueur totale supérieure à 100 m du département des Yvelines sont classés ci-après par gestionnaires de voies.

### SNCF Réseau
- Viaduc du Val-Saint-Léger, sur la Grande Ceinture, à Saint-Germain-en-Laye, reconstruit en 2003, pont en béton armé sur double poutre en acier.
- Viaduc Joly de Conflans-Sainte-Honorine (viaduc ferroviaire franchissant la Seine, à double tablier métallique sur piles en béton, reconstruit en 1947), Conflans-Sainte-Honorine.
- Pont Eiffel de Conflans-Sainte-Honorine, viaduc ferroviaire de 160 m de long sur la ligne Paris - Mantes-la-Jolie via Argenteuil), franchissant l'Oise entre Andrésy et Conflans-Sainte-Honorine ; pont en treillis métallique mis en service en 1947. Ce pont remplace le véritable pont Eiffel, construit en 1890 et détruit le 29 mai 1944 par un bombardement des Alliés.
- Viaduc ferroviaire d'Éragny, utilisé par la ligne A du RER, à la limite des communes d'Éragny au sud-ouest et de Cergy au nord-est, d'une longueur de 602 m.

### RATP

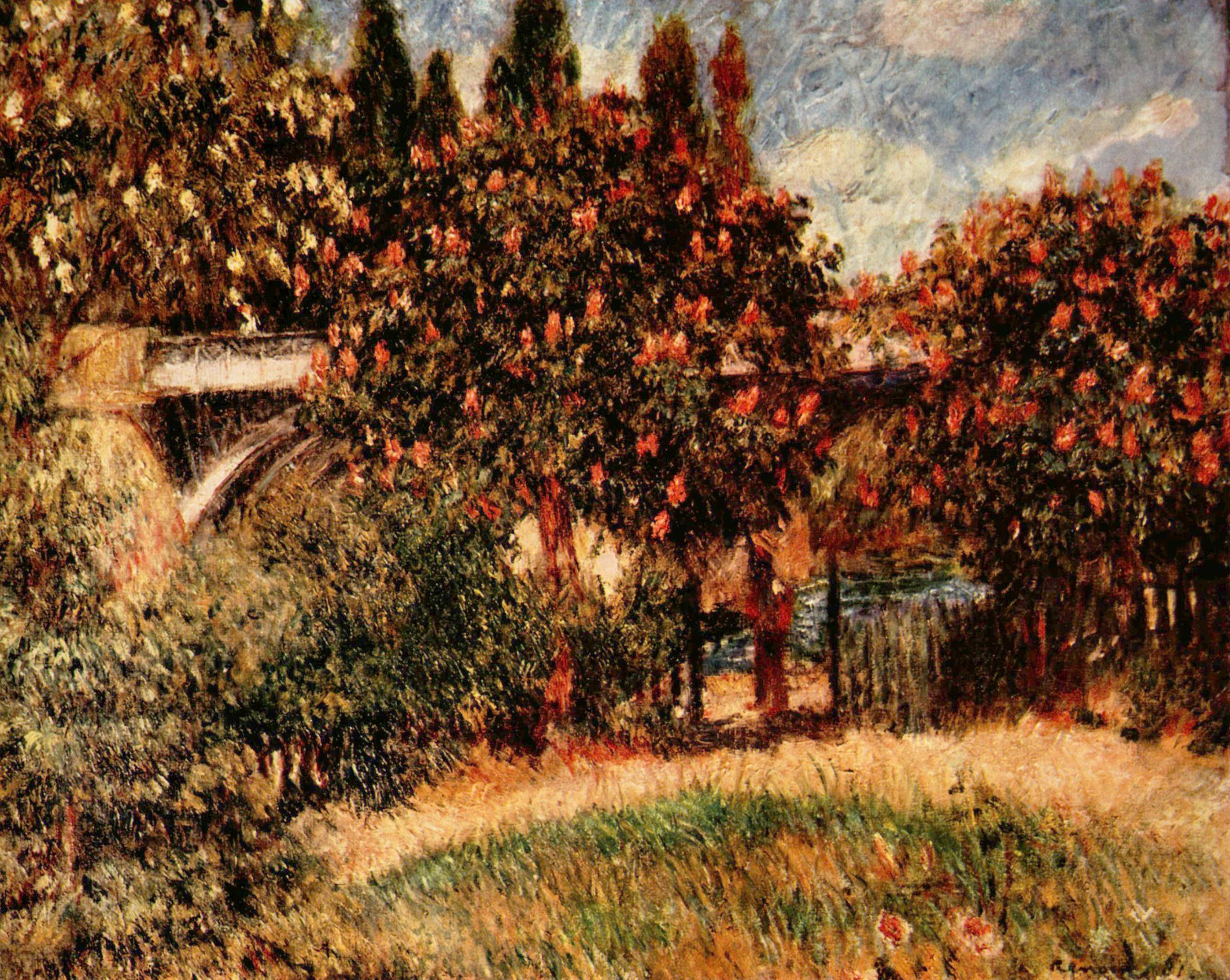
Le pont ferroviaire de Chatou par Auguste Renoir, 1881

- Pont ferroviaire de Chatou (RATP, RER A), entre Chatou et Rueil-Malmaison, s'appuie sur l'île des Impressionnistes

## Ponts par cours d'eau

### Ponts sur la Seine
Les Yvelines comptent 33 ponts au-dessus de la Seine, dont six viaducs ferroviaires et quatre passerelles piétonnières, plus deux ponts historiques hors service (de l'aval vers l'amont) :
- Pont de Bonnières, Bennecourt - Bonnières-sur-Seine
- Pont entre l'île aux Dames et l'île l'Aumône, Mantes-la-Jolie
- Pont Neuf de Mantes (D 983a, 1945), Limay - Mantes-la-Jolie (s'appuie sur l'île aux Dames)
- Passerelle Mantes-la-Jolie - Limay (passerelle piétonnière, 2019)
- Vieux pont de Limay (auquel manquent plusieurs arches), entre Limay (rive droite) et l'île aux Dames
- Viaduc de Limay (Rocade est - D 983), Limay - Mantes-la-Ville (s'appuie sur l'île aux Dames)
- Pont ferroviaire de Limay (SNCF), Limay - Mantes-la-Ville
- Pont de Rangiport (D 130), relie Gargenville à Épône en s'appuyant sur l'île de Rangiport
- Pont Rhin et Danube (D 14, 1957), relie Meulan-en-Yvelines aux Mureaux en s'appuyant sur l'île Belle

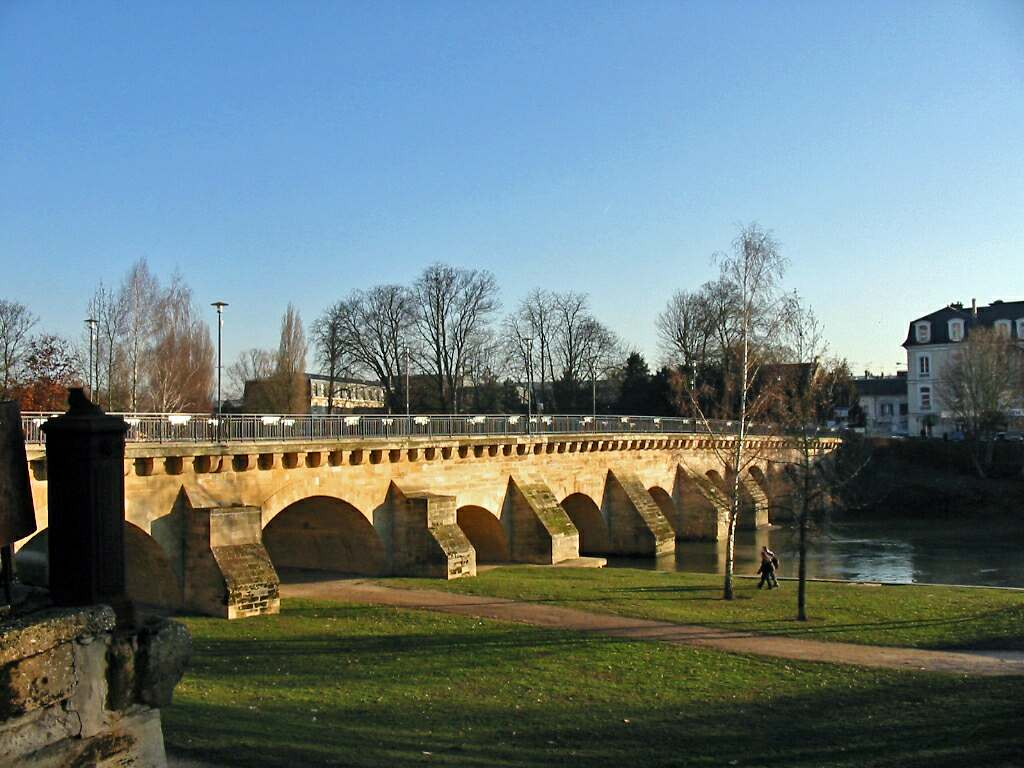
Pont aux Perches.

- Pont aux Perches (vieux pont du XIIe siècle), entre Meulan-en-Yvelines rive droite et l'île du Fort
- Pont Saint-Côme, relie l'île Belle à l'île du Fort, à Meulan-en-Yvelines
- Pont de l'île de Vaux (pont privé), entre Vaux-sur-Seine (rive droite) et l'île de Vaux
- Pont de Triel (pont suspendu), Triel-sur-Seine
- Viaduc routier (rocade D1, 2003), Triel-sur-Seine - Vernouillet
- Pont de Villennes, entre Villennes-sur-Seine (rive gauche) et l'île de Villennes
- Pont de l'île de Migneaux, entre Poissy (rive gauche) et l'île de Migneaux
- Passerelle de l'île de Migneaux, entre Poissy (rive gauche) et l'île de Migneaux
- Ancien pont de Poissy (partiellement détruit en 1944), subsistent quelques arches côté Poissy entre la rive gauche et l'extrémité amont de l'île de Migneaux
- Pont de Poissy (D 190), Carrières-sous-Poissy - Poissy
- Viaduc Joly de Conflans-Sainte-Honorine, (pont ferroviaire franchissant la Seine, à double tablier métallique sur piles en béton, reconstruit en 1947), Conflans-Sainte-Honorine
- Pont de Conflans, sur la route nationale 184, franchissant la Seine, mis en service en 1976, Conflans-Sainte-Honorine, longueur 350 mètres.
- Passerelle Saint-Nicolas, Conflans-Sainte-Honorine
- Pont de Maisons-Laffitte (D 308), Sartrouville - Maisons-Laffitte
- Passerelle, sur le petit bras, entre Maisons-Laffitte (rive gauche) et l'île de la Commune
- Pont ferroviaire de Maisons-Laffitte (SNCF), Sartrouville - Maisons-Laffitte (s'appuie sur l'île de la Commune)
- Pont, sur le petit bras, entre Maisons-Laffitte (rive gauche) et l'île de la Commune
- Pont, sur le petit bras, entre Le Mesnil-le-Roi (rive gauche) et l'île de la Borde
- Viaduc autoroutier de Montesson (A14), Montesson - Le Mesnil-le-Roi
- Viaduc ferroviaire du Pecq (RATP, RER A), Le Pecq (s'appuie sur l'île Corbière)
- Pont du Pecq (D 186), Le Pecq
- Pont de l'île de la Loge, entre Bougival (rive gauche) et l'île de la Loge
- Passerelle, entre Bougival (rive gauche) et l'île de la Loge (détruite)
- Pont du Maréchal-de-Lattre-de-Tassigny (D 321), Croissy-sur-Seine - Bougival (s'appuie sur l'île de la Chaussée)
- Pont ferroviaire de Chatou (RATP, RER A), entre Chatou et Rueil-Malmaison, s'appuie sur l'île des Impressionnistes
- Pont de Chatou, pont routier sur la D 186 entre Chatou et Rueil-Malmaison, s'appuie sur l'île des Impressionnistes
- Viaduc de Carrières-sur-Seine (1996, autoroute A 14), Carrières-sur-Seine - Nanterre, s'appuie sur l'île Fleurie
- Viaduc ferroviaire de Nanterre (RER A), Carrières-sur-Seine - Nanterre, s'appuie sur l'île Fleurie

### Ponts sur l'Oise
Les Yvelines comptent trois ponts au-dessus de l'Oise, dont un viaduc ferroviaire (de l'aval vers l'amont) :
- Pont Boussiron, pont routier (D 48), Andrésy - Conflans-Sainte-Honorine
- Pont Eiffel, viaduc ferroviaire de 160 m de long sur la ligne Paris - Mantes-la-Jolie via Argenteuil), franchissant l'Oise entre Andrésy et Conflans-Sainte-Honorine ; pont en treillis métallique mis en service en 1947. Ce pont remplace le véritable pont Eiffel, construit en 1890 et détruit en 1944 par les bombardements alliés.
- Pont routier (D 55a), Maurecourt - Neuville-sur-Oise

## Ponts présentant un intérêt architectural
De nombreux ponts des Yvelines sont répertoriés dans la base Mérimée du patrimoine monumental français, soit au titre des monuments historiques, classés ou inscrits, soit plus simplement au titre de l'Inventaire général du patrimoine culturel.
- Pont - Bougival - XIXe siècle
- Pont - Celle-les-Bordes (La) - XIXe siècle
- Pont - Châteaufort - XIXe siècle
- Pont de Chatou, D 186, (Chatou-Rueil-Malmaison), 2e quart XVIIe siècle (détruit) ; 1er quart XVIIIe siècle ; 1er quart XIXe siècle ; 2e quart XIXe siècle ; 3e quart XIXe siècle
- Pont ferroviaire de Chatou - Chatou - XIXe siècle
- Pont - Chevreuse - XVIIe siècle
- Pont du Canal - Chevreuse - XIXe siècle
- Pont de chemin de fer sur la Seine no 1 (détruit) - Conflans-Sainte-Honorine - XIXe siècle
- Pont de chemin de fer sur la Seine no 2 - Conflans-Sainte-Honorine - XXe siècle
- Pont de chemin de fer sur l'Oise no 1 dit Pont Eiffel (détruit) - Conflans-Sainte-Honorine - XIXe siècle
- Pont de chemin de fer sur l'Oise no 2 - Conflans-Sainte-Honorine - XXe siècle
- Pont routier sur la Seine no 1 dit Pont suspendu (détruit) - Conflans-Sainte-Honorine - XIXe siècle
- Pont routier sur la Seine no 2 dit Pont Roussel (détruit) - Conflans-Sainte-Honorine - XIXe siècle
- Pont routier sur l'Oise no 1 dit Pont suspendu (détruit) - Conflans-Sainte-Honorine - XIXe siècle
- Pont routier sur l'Oise no 3 - Conflans-Sainte-Honorine - XXe siècle
- Pont routier sur l'Oise no 2 dit Pont Boussiron - Conflans-Sainte-Honorine - XXe siècle
- Pont - Émancé - XIXe siècle
- Pont - Gambaiseuil - XVIIIe siècle
- Pont à la Dame - Gambaiseuil
- Pont d'Austerlitz - Jouy-en-Josas - XIXe siècle

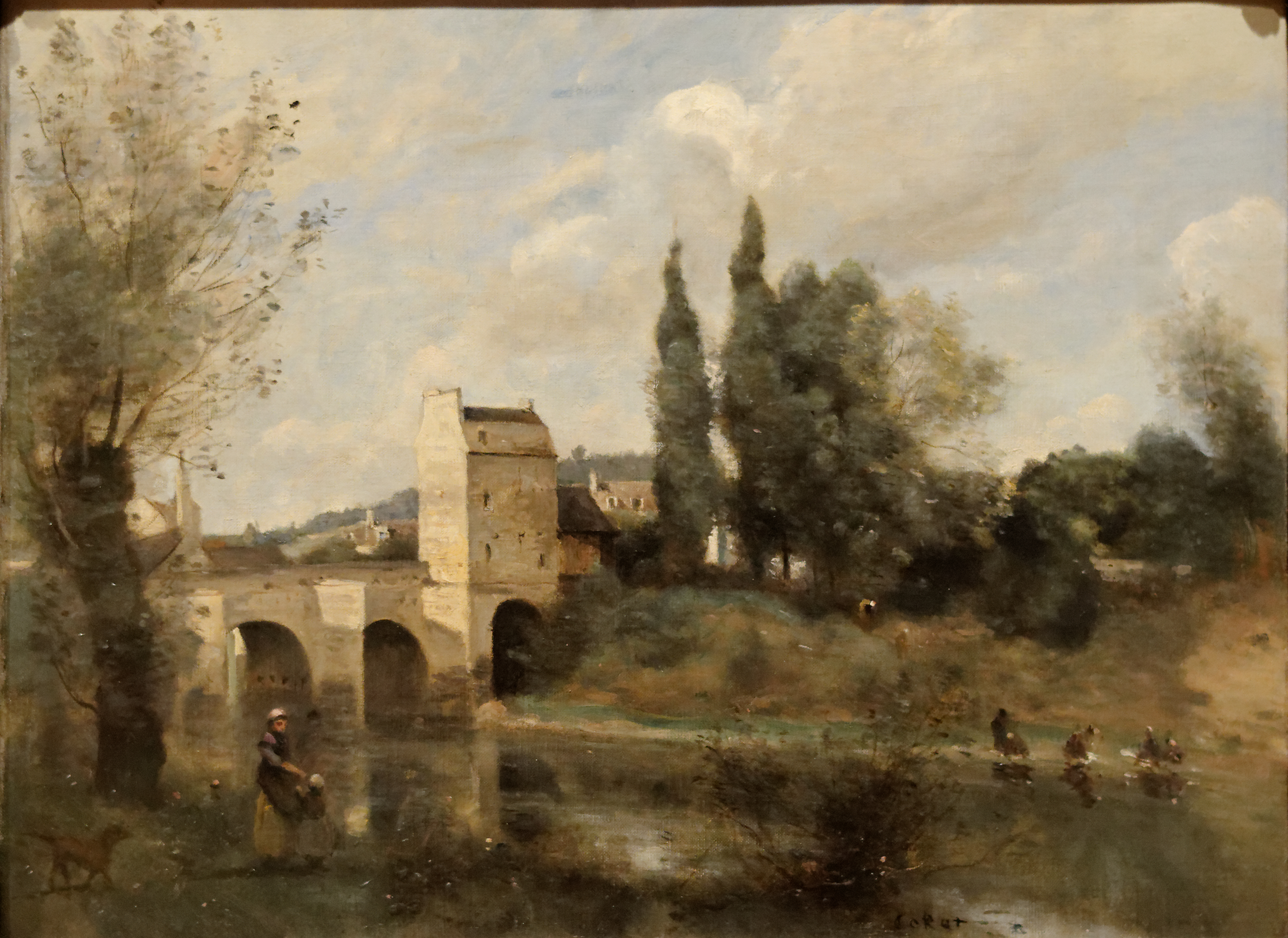
Le Vieux pont de Limay, Camille Corot (1868-1870), musée Calouste-Gulbenkian.

- Vieux pont de Limay (Limay-Mantes-la-Jolie), Xe siècle ; XIIe siècle
- Pont du Chemin de Fer - Louveciennes - XIXe siècle
- Pont - Maisons-Laffitte - XIXe siècle
- Pont de chemin de fer - Maisons-Laffitte - XIXe siècle
- Pont (Viaduc de Chemin de Fer) - Marly-le-Roi - XIXe siècle
- Pont - Orcemont - XIXe siècle
- Pont d' Auneau - Orsonville - XIXe siècle
- Pont de chemin de fer dit Pont de la Voie Ferrée Paris Saint Germain - Pecq (Le) - XIXe siècle
- Pont Neuf - Pecq (Le) - XVIIe siècle ; XVIIIe siècle ; XIXe siècle
- Pont Napoléon - Perray-en-Yvelines (Le) - XVIIIe siècle
- Pont - Poigny-la-Forêt
- Pont de l'île de Migneaux - Poissy - XXe siècle

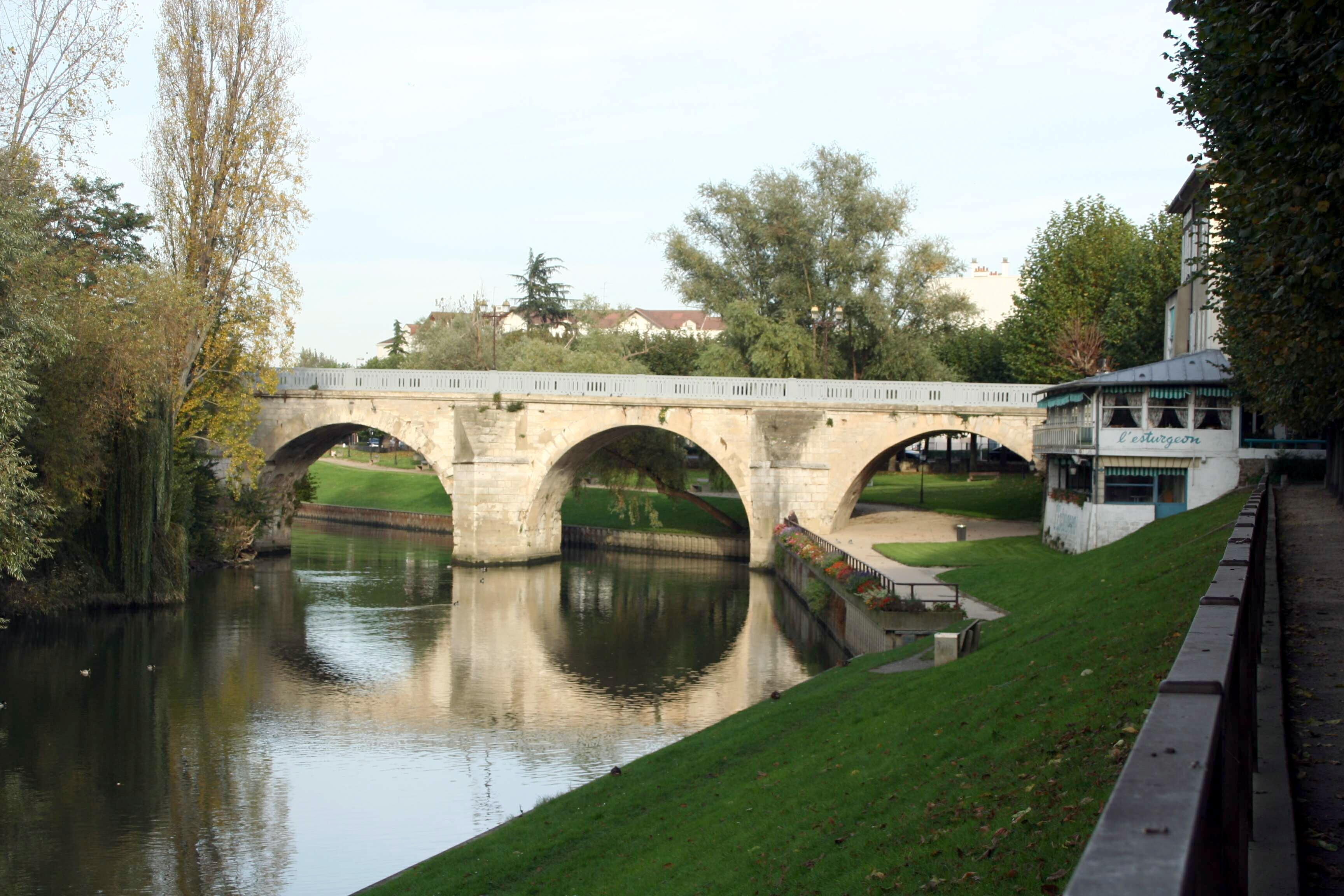
Pont vieux de Poissy, arches sur le bras de Migneaux

- Ancien pont de Poissy - Poissy/Carrières-sous-Poissy - XIIe siècle
- Pont - Raizeux - XIXe siècle
- Pont - Rennemoulin - XVIIe siècle
- Viaduc du Val Saint-Léger - Saint-Germain-en-Laye - XIXe siècle ; XXe siècle
- Pont Alsace-Lorraine - Vésinet (Le) - XIXe siècle
- Pont - Vieille-Église-en-Yvelines - XVIIIe siècle
- Pont de Villennes - Villennes-sur-Seine - XVIIIe siècle
- Pont - Villepreux - XVIIe siècle ; XVIIIe siècle
- Pont de Grandmaison - Villepreux - XIXe siècle
- Pont de la Faisanderie - Villepreux - XVIIe siècle ; XVIIIe siècle
- Pont des Prés - Villepreux - XVIIe siècle ; XVIIIe siècle
- Pont de l'Arche, pont piétonnier situé à Montchauvet - XIVe siècle[1].